# Дервишка-Могила
Дервишка-Могила (болг. Дервишка могила) — село в Болгарии. Находится в Хасковской области, входит в общину Свиленград. Население составляет 22 человека.

## Политическая ситуация
Дервишка-Могила подчиняется непосредственно общине и не имеет своего кмета.
Кмет (мэр) общины Свиленград — Георги Стоянов Манолов (инициативный комитет) по результатам выборов.